# Leonardo Capezzi
Leonardo Capezzi, född 28 mars 1995 i Figline Valdarno, är en italiensk fotbollsspelare som spelar för Salernitana.